# Segunda Revolución
La Segunda Revolución (en chino tradicional, 二次革命; pinyin, Èrcì Gémìng) fue una revuelta fallida de 1913 protagonizada por los gobernadores de varias provincias del sur de China y partidarios del Kuomintang (KMT) de Sun Yat-sen contra el Gobierno de Beiyang de la República de China, liderado por Yuan Shikai. Fue rápidamente derrotada por los ejércitos de Yuan y condujo a la consolidación continua de su poder como presidente de la República de China.
En las elecciones de 1912, el KMT obtuvo la mayoría de los escaños en la Asamblea Nacional, y su líder, Song Jiaoren, se convertiría en primer ministro. Song fue asesinado el 22 de marzo de 1913, probablemente por orden de Yuan, tras lo cual Sun instó a una expedición militar inmediata. La campaña militar se pospuso cuando Yuan comenzó a destituir a los gobernadores republicanos. El 12 de julio, Li Liejun declaró la independencia de Jiangxi, y otras cinco provincias y Shanghái siguieron su ejemplo. Huang Xing llegó a Nankín y organizó una fuerza anti-Yuan, pero sus tropas, mal organizadas, fueron rápidamente aplastadas por los soldados del Ejército de Beiyang. Nankín fue capturada el 1 de septiembre de 1913, y las seis provincias se rindieron pronto. Sun y Huang huyeron a Japón, y la Segunda Revolución concluyó en un fracaso.
La revolución fallida se llama Guichou porque ocurrió en 1913, el año de guǐ-chǒu (癸丑) en el ciclo sexagesimal del calendario tradicional chino, así como la Revolución de Xinhai ocurrió en 1911, el año de xīn-hài (辛亥).

## Antecedentes
Tras el nombramiento de Yuan Shikai como presidente de la nueva República de China a comienzos de 1912, el Gobierno de este trató de afianzarse en el poder y retrasó la convocatoria de elecciones que estipulaba la constitución. La república, prácticamente en bancarrota, negoció un gran préstamo con potencias extranjeras y, cuando las elecciones de 1913 mostraron la derrota de Yuan y la medra de la oposición revolucionaria, aquel contrajo el préstamo sin la preceptiva aprobación del nuevo Parlamento, recién reunido el 7 de abril de 1913. Fue el gesto de Yuan de desafío al Parlamento y su método de obtener los fondos que le debían permitir seguir controlando la política nacional, a pesar del triunfo de la oposición en las elecciones.
Tras una inútil protesta por parte del Parlamento durante la primavera, los combates entre las fuerzas de Yuan y los rebeldes que se le oponían en la provincia de Jiangxi comenzaron el 10 de julio.

## Desarrollo
La campaña fue corta pues los rebeldes del sur estaban mal armados y carecían de abastos adecuados, y se enfrentaron a las potentes tropas del Gobierno central que ya los habían derrotado en 1911. Los diversos focos rebeldes, además, no estaban coordinados.
Las tropas de Jiangxi, no más de veinte mil hombres, fueron rechazadas hacia las montañas, donde pronto se desintegraron. Huang Xing, que logró el alzamiento de la guarnición de Nankín, fracasó en su intento de marchar sobre Tianjin por ferrocarril y huyó a Japón. Las tropas resistieron a pesar de su abandono pero no pudieron evitar la captura de la ciudad por las unidades de Feng Guozhang y Zhang Xun.
Shanghái no pudo ser retomada por los rebeldes, que contaban con hacerse con el importante arsenal de la ciudad. La Marina, simpatizante de los rebeldes, mantuvo su neutralidad gracias a los sobornos del Gobierno de Yuan. Tropas de Guangxi sometieron rápidamente Cantón, favorable a los republicanos y alzada.
Tras dos meses de rebelión y faltos de dinero para sostenerla, los cabecillas huyeron al extranjero.

## Consecuencias
Yuan aprovechó su victoria sobre los rebeldes para deshacerse del Parlamento, que había mantenido contactos con aquellos y se hallaba elaborando una nueva Constitución que habría recortado seriamente su poder. Sobornando a parte de las Cortes, logró que se aprobase el procedimiento para la elección de presidente y mediante la mezcla de soborno e intimidación logró ser elegido para el cargo —hasta entonces lo ejercía de manera provisional— el 10 de octubre de 1913. El 4 de noviembre, emitió un decreto con el apoyo del Gobierno que retiraba el escaño a los diputados del Guomindang y de los radicales; eliminaba así a los diputados de la oposición y acababa con el Parlamento, que no alcanzaba ya el cuórum. El mismo día, el Gobierno de Yuan aceptaba la independencia de Mongolia, mediante un acuerdo con Rusia.
El fracaso de la revuelta permitió a Yuan controlar el poder en China hasta su fracasado intento de proclamarse emperador a finales de 1915, que no fue aceptado por sus antiguos protegidos que controlaban las provincias. Su muerte no condujo, sin embargo, al restablecimiento del gobierno constitucional y parlamentario, sino a la disgregación del país en multitud de regiones controladas por caudillos militares, muchos de ellos antiguos partidarios de Yuan, en la llamada época de los caudillos militares.
Los revolucionarios, huidos hasta 1916, aprovecharon el intento de proclamarse emperador de Yuan para regresar al país y, tras el fracaso del restablecimiento del Parlamento en Pekín, organizaron un fracasado Movimiento de Protección de la Constitución con Sun Yatsen a la cabeza.